# Айбль, Карл
Карл Айбль (нем. Karl Eibl; 23 июля 1891, Бад-Гойзерн, Австро-Венгрия — 21 января 1943, Ново-Георгиевский, СССР) — немецкий военачальник, генерал-лейтенант (посмертно — генерал пехоты), кавалер Рыцарского креста с дубовыми листьями и мечами.

## Биография
Родился в семье чиновника по строительству государственных дорог. Окончил Терезианскую академию.
С 1 августа 1914 года на фронте. Служил в 21-м ландверном полку. В звании лейтенанта австро-венгерской армии командовал взводом, с 1915 года — старший лейтенант, командир роты. За время войны награждён 4 австро-венгерскими орденами и 4 медалями.
После войны продолжил службу в армии Австрии. Командовал ротой, с 1928 года — майор, с 1937 года — командир батальона. 15 марта 1938 года, после аншлюса — на службе в вермахте в том же звании и должности (с апреля 1939 года — подполковник).
В качестве командира батальона участвовал в Польской кампании. Награждён Железными крестами обеих степеней.
С января 1940 года — командир 132-го пехотного полка 44-й пехотной дивизии. Участвовал во Французской кампании, в августе 1940 года награждён Рыцарским крестом (№ 184). С февраля 1941 года — полковник.
С 22 июня 1941 года — на Восточном фронте (Житомир — Киев — Харьков). В декабре 1941 года награждён Дубовыми листьями (№ 50) к Рыцарскому кресту.
С января 1942 — командир 385-й пехотной дивизии на южном участке Восточного фронта, с февраля 1942 — генерал-майор.
В декабре 1942 года награждён Мечами (№ 21) к Рыцарскому кресту с Дубовыми листьями, произведён в генерал-лейтенанты и 20 января 1943 года назначен командиром 24-го танкового корпуса.
21 января 1943 года штабной автомобиль генерал-лейтенанта Айбля был подорван ручными гранатами из засады, устроенной итальянскими солдатами — они ошибочно приняли немецкую машину за советскую.
Посмертно генерал-лейтенанту Айблю было присвоено звание генерала пехоты.

## Награды
- Крест «За военные заслуги» 3-го класса с воинским отличием и мечами (Австро-Венгрия)
- Медаль «За военные заслуги» в бронзе на ленте Креста «За военные заслуги» с мечами (Австро-Венгрия)
- Медаль «За военные заслуги» в серебре на ленте Креста «За военные заслуги» с мечами (Австро-Венгрия)
- Войсковой крест Карла (Австро-Венгрия)
- Медаль «За ранение» с двумя полосками (за два ранения) (Австро-Венгрия)
- Орден Железной короны 3-го класса с воинским отличием и мечами (Австро-Венгрия)
- Памятная военная медаль (Австрия) с мечами
- Памятная военная медаль (Венгрия) с мечами
- Крест «За выслугу лет» (Австрия) 2-го класса для офицеров (25 лет)
- Медаль «За выслугу лет в вермахте» 4-го, 3-го, 2-го и 1-го класса (25 лет)
- Медаль «В память 1 октября 1938 года»
- Железный крест 2-го класса (23 сентября 1939)
- Железный крест 1-го класса (5 ноября 1939)
- Рыцарский крест Железного креста с дубовыми листьями и мечами
  - рыцарский крест (15 августа 1940)
  - дубовые листья (№50; 31 декабря 1941)
  - мечи (№21; 19 декабря 1942)
- Нагрудный знак «За ранение» в серебре
- Нагрудный штурмовой пехотный знак в серебре
- Почётная пряжка на ленте для сухопутных войск (8 сентября 1941)
- Медаль «За зимнюю кампанию на Востоке 1941/42» (15 августа 1942)